# 1977年臺灣
|        | 臺灣歷史 \| 台灣歷史年表 |
| 世纪： | 19世纪臺灣 \| 20世纪臺灣 \| 21世纪臺灣 |
| 年代： | 1940年代臺灣 \| 1950年代臺灣 \| 1960年代臺灣 \| 1970年代臺灣 \| 1980年代臺灣 \| 1990年代臺灣 \| 2000年代臺灣                                           |
| 年份： | 1972年臺灣 \| 1973年臺灣 \| 1974年臺灣 \| 1975年臺灣 \| 1976年臺灣 \| 1977年臺灣 \| 1978年臺灣 \| 1979年臺灣 \| 1980年臺灣 \| 1981年臺灣 \| 1982年臺灣 |
| 纪年： | 丁巳年（蛇年）、中華民國66年 |

## 政府

### 國家正副元首

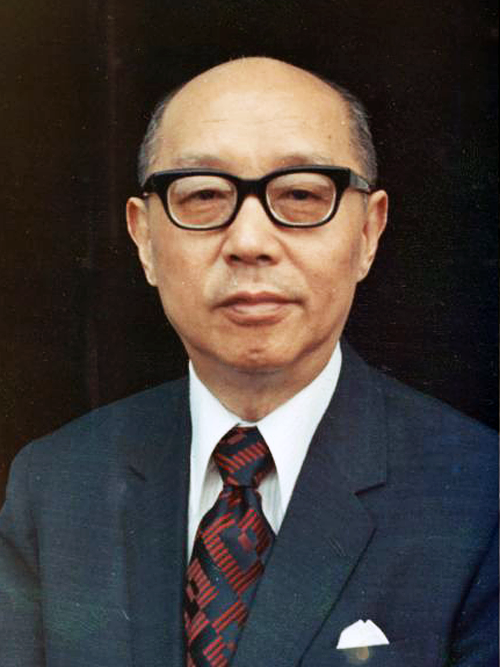
總統：嚴家淦
副總統：缺位

### 五院首長

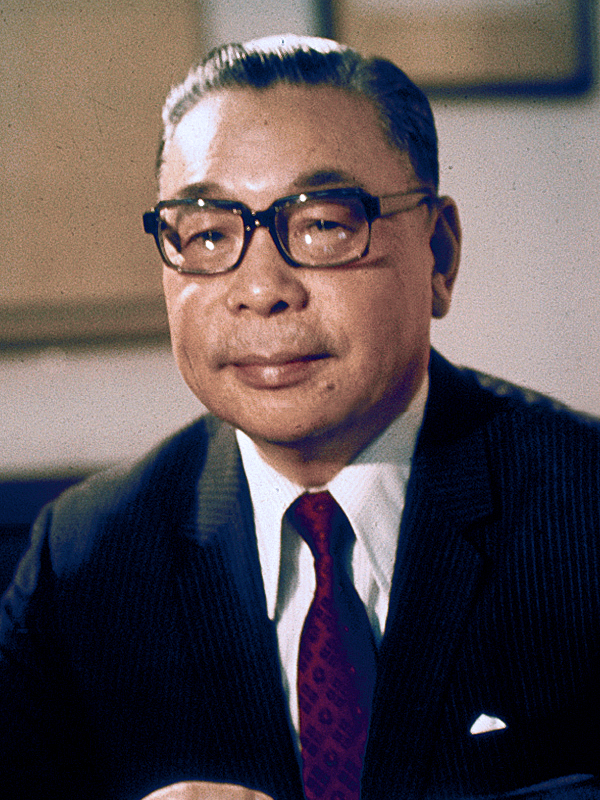
行政院院長：蔣經國
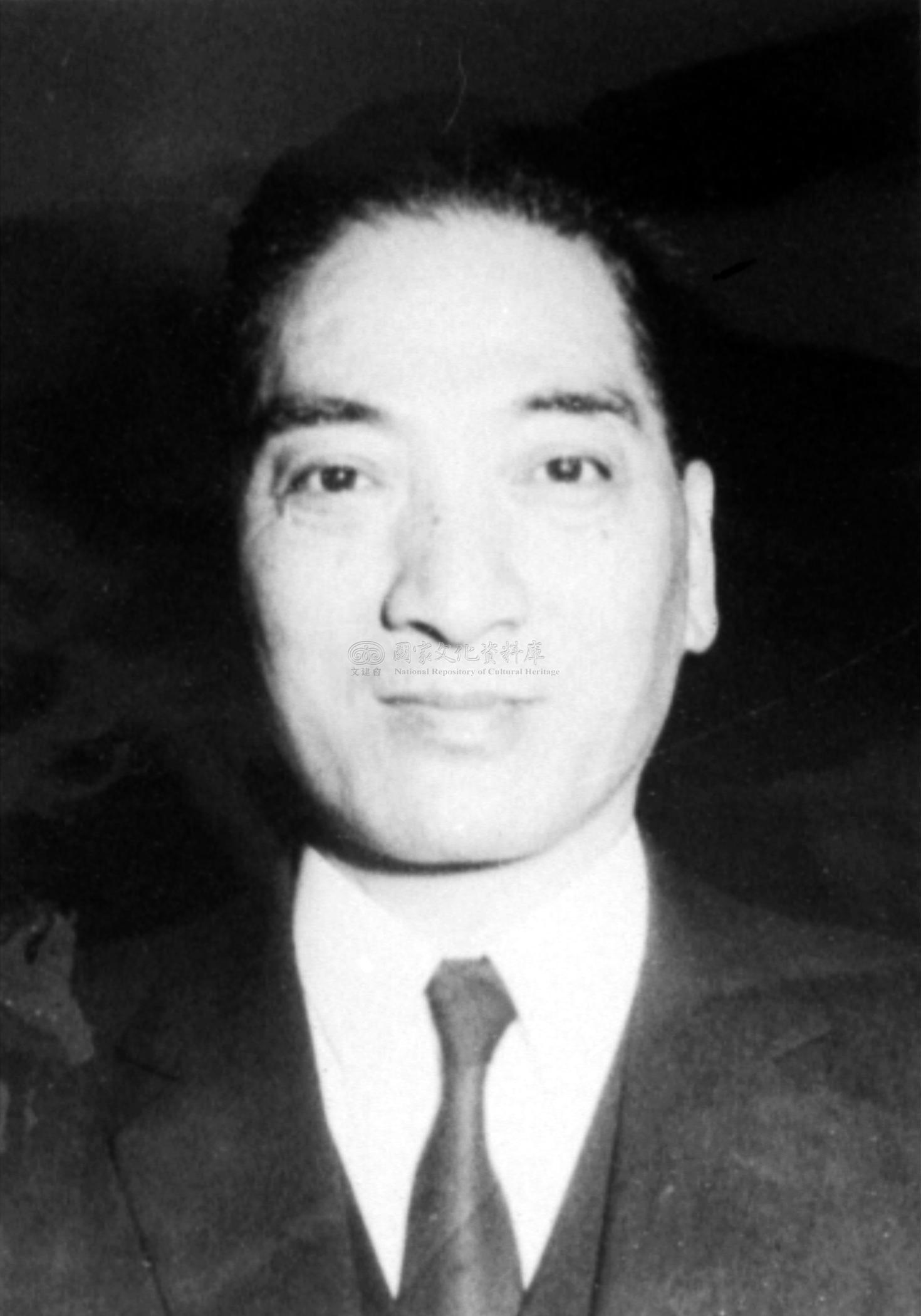
立法院院長：倪文亞
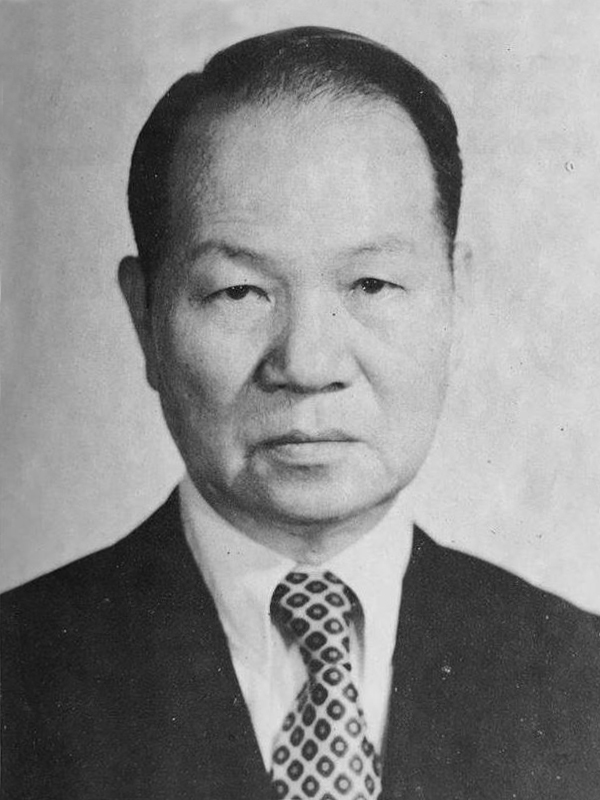
司法院院長：戴炎輝
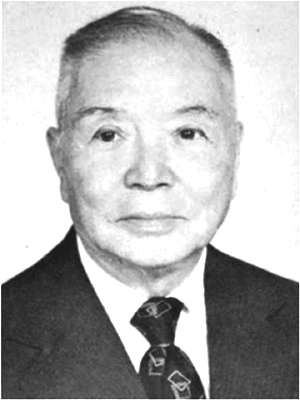
考試院院長：楊亮功
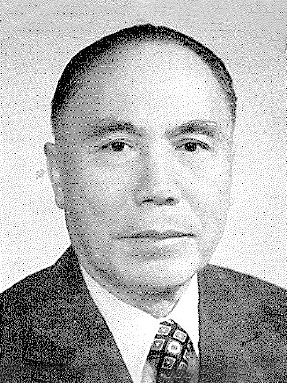
監察院院長：余俊賢

### 省政府主席

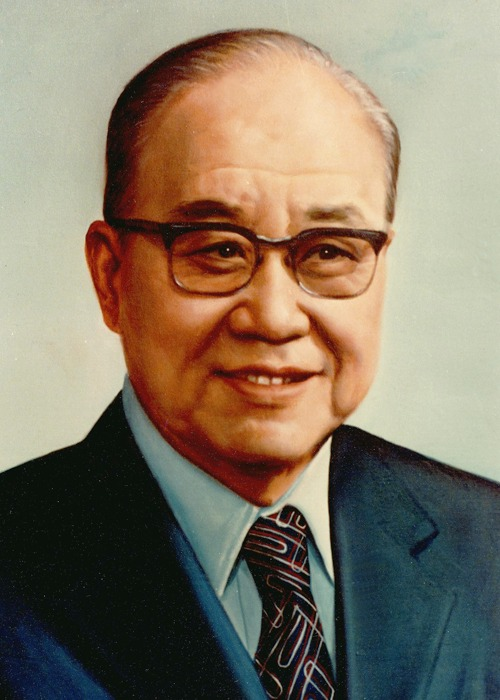
臺灣省政府主席：謝東閔
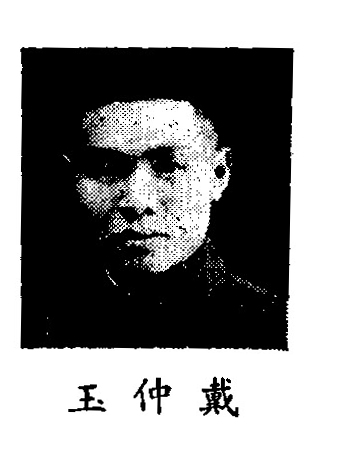
福建省政府主席：戴仲玉

### 成員變動

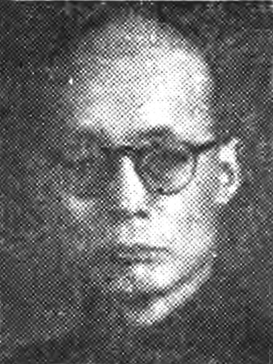
司法院院長：田炯錦（逝世）

## 大事記

### 1月
- 1月11日——中華民國與巴貝多斷交。

### 2月
- 2月23日——中華民國與賴比瑞亞斷交。

### 4月
- 4月14日——中華民國與約旦斷交。

### 7月

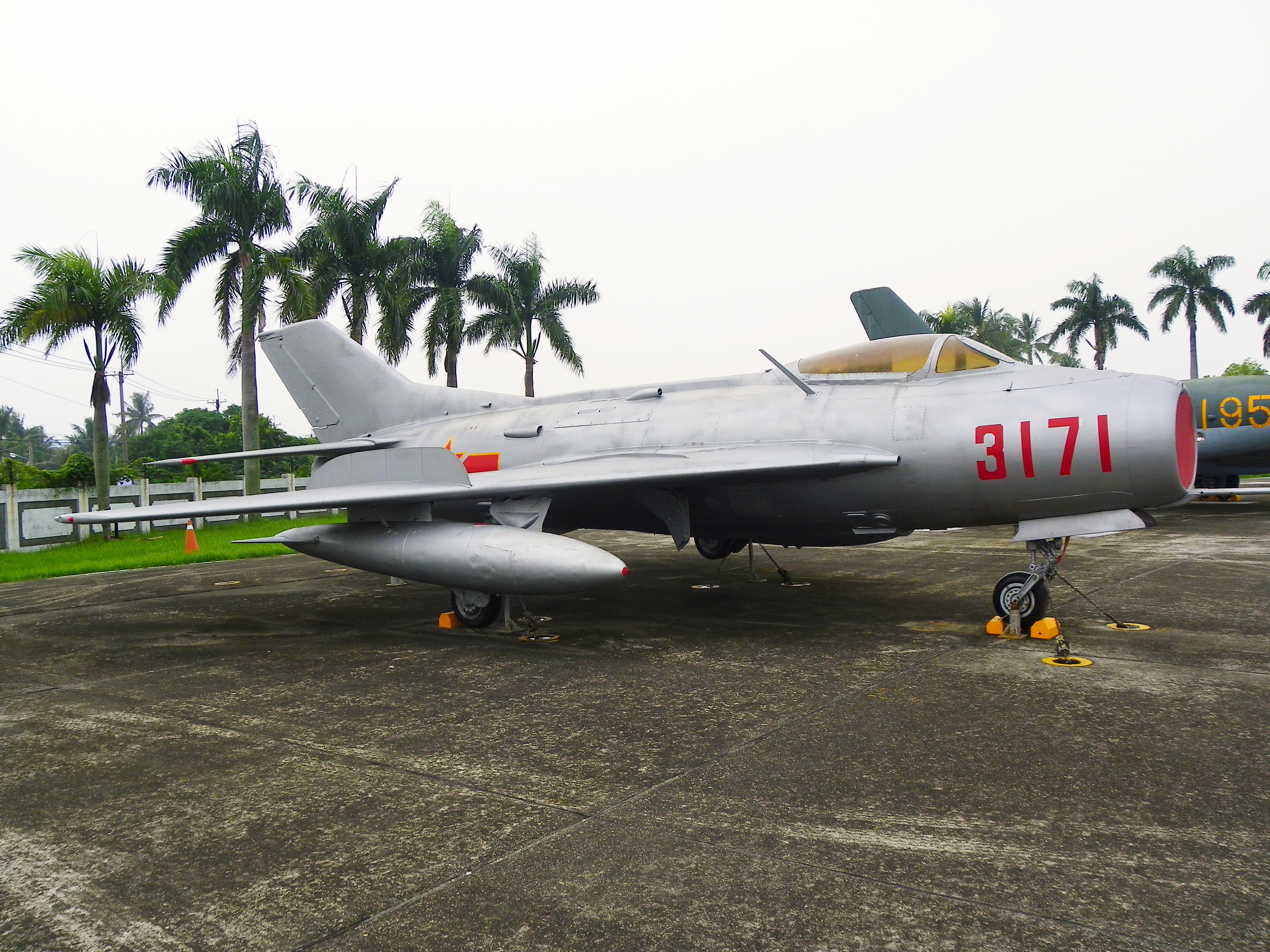
范園焱駕駛之米格十九戰鬥偵察機。

- 7月7日——中國人民解放軍空軍飛行員范園焱，駕米格-19戰鬥機，從福建晉江起飛，降落於臺南機場，獲黃金4000兩，後加入中華民國空軍授予中校軍階，被中華民國政府譽為「反共義士」。
- 7月9日——總統嚴家淦訪問沙烏地阿拉伯，成為中華民國政府遷台後第一位出訪邦交國的總統。
- 7月底：颱風「賽洛瑪」席捲中南部地區，造成37死298傷12失蹤。被當年的報告形容為「造成二戰以來臺灣最大的破壞事件」（wrought more destruction on Taiwan than any event since World War II）[1]。

### 8月
- 8月1日——馬公航空站（丙種航空站）成立。
- 8月16日——台灣長老教會以235票贊成、49票反對通過〈人權宣言〉，籲請政府「使台灣成為一個新而獨立的國家」，為當時台灣內部首度以團體形式公開發出台灣獨立聲音。

### 11月
- 11月19日——第八屆縣市長選舉，選出共20個縣市的行政首長。投票作業於當日上午7時至下午4時在全臺各地投票所進行，投票率為80.39%[2]。期間由於國民黨涉嫌在桃園縣長選舉投票過程中做票，而引發「中壢事件」。選舉結果在桃園縣、臺中市、臺南市、高雄縣創下4席由無黨籍人士取得紀錄。

## 出生
参见： 1977年出生
- 1月1日——
  - 言承旭，著名模特兒、演員、歌手、F4。
  - 盧家宏：吉他手、編曲家。
- 1月4日——
  - 何妤玟，藝人。演員、主持人、歌手。
  - 倪雅倫：模特兒、主持人、通告藝人。
- 1月16日——張睿銓：歌手、教師。
- 1月17日——
  - 孫瑩瑩：社交名媛，是孫道存之女、孫芸芸之姊。
  - 張士凱：棒球選手。
- 1月24日——孟憲政：棒球選手。
- 1月25日——陳以真：新聞主播，是楊偉中之妻，現任教於吳鳳科技大學應用數位媒體系。
- 1月27日——陳妍安：演員。
- 1月29日——宋新妮：演員、主持人、通告藝人。
- 1月31日——安智輝：棒球選手。
- 2月6日——陳忠義：歌手，是JS成員之一。
- 2月7日——
  - 溫淑梅：新聞主播，是黃暐瀚之妻。
  - 吳宜倫：羽球選手，是吳文達之孫。
- 2月11日——大奶酥：變裝愛好者。
- 2月13日——廖科溢：主持人。
- 2月14日——鄭兆行：棒球教練。
- 2月16日——蔡孟真：政治人物。
- 2月17日——
  - 江明娟：歌手、高爾夫桿娣。
  - 安雅：演員、酒吧DJ，是香港出道並發展的台灣藝人。
- 2月19日——
  - 藍鈞天：歌手、演員，是Machi成員之一。
  - 黃騰浩：演員。
- 2月21日——李文智：男高音，是留學並定居美國的台灣聲樂家。
- 2月23日——董育君：歌手。
- 2月24日——曾揚志：棒球選手。
- 2月27日——范曉萱：歌手、演員。
- 2月28日——潘慧如：演員、主持人、通告藝人。
- 3月2日——陳志忠：籃球教練。
- 3月4日——王莉雯：編劇。
- 3月21日——蔡雅玲：政治人物。
- 3月26日——周蕙：歌手。
- 3月27日——隆宸翰：演員，是魏如萱前夫。
- 3月29日——林明憲：棒球教練。
- 4月1日——黃玉榮：歌手、演員，是183club成員之一。
- 4月4日——
  - 何語蓉：電台DJ。
  - 李涵菲：配音員。
- 4月5日——許皓銘：棒球教練。
- 4月8日——李柏毅：政治人物。
- 4月15日——許家蓓：政治人物。
- 4月19日——吳星螢：導演。
- 4月20日——詹益信：高爾夫球運動員。
- 4月23日——鄭慧芸：籃球運動員。
- 4月25日——
  - 蔡昇晏：作家、作曲家、貝斯手，是五月天貝斯手。
  - 張雅旻：政治人物。
- 4月28日——柯宇綸：演員，是柯一正之子。
- 4月29日——蔡憲棠：足球運動員。
- 5月2日——陳建州，演員。藝名黑人。以裝熟、帶領SBL成為髮膠聯盟聞名。
- 5月8日——路斯明：演員。
- 5月12日——陳世凱，政治人物。現任臺中市議員。
- 5月14日——林沛祥：政治人物。
- 5月19日——海裕芬：演員、主持人。
- 5月25日——吳奕蓉：演員、主持人。
- 5月28日——
  - 高健龍：棒球選手。
  - 王安迪：格鬥家。
- 5月29日——陳彥壯：演員。
- 6月5日——陳政聞：政治人物。
- 6月6日——鄭宇欽：軍情人士。
- 6月8日——郭品超：歌手、演員、模特兒。
- 6月9日——吳文騫：田徑運動員。
- 6月10日——周幼婷，演員。代表作有《兄弟姊妹》、《真情滿天下》。
- 6月16日——唐儷：歌手。
- 6月27日——簡舒培：政治人物。
- 6月28日——
  - 洪佳君：政治人物。
  - 曾華偉：棒球教練。
- 7月1日——高政華：棒球教練。
- 7月12日——
  - 夏嘉璐：新聞主播。
  - 陳賢蔚：政治人物。
- 7月14日——蕭賀碩：歌手、作曲家、音樂製作人、醫事檢驗師。
- 7月15日——王啟讚：演員。
- 7月24日——德馨：演員。
- 7月27日——洪百慧：歌手。
- 7月28日——連奕琦：導演。
- 7月30日——張嘉雲：演員、主持人。
- 8月1日——葛大為：作詞家。
- 8月7日——林若亞：演員、模特兒。
- 8月9日——陳培瑜：政治人物。
- 8月11日——余采恩：演員。
- 8月12日——李筱瑜：鐵人三項運動員，是台灣首位女性職業選手。
- 8月14日——石志偉：棒球選手。
- 8月16日——聶永真：平面設計師。
- 8月20日——
  - 陳家逵，演員。參與多部電視劇、電影、舞台劇拍攝，曾以《台北歌手》入圍第53屆金鐘獎最佳男配角。代表作有《國際橋牌社》。
  - 林冠慧：導演、編劇、剪輯師。
- 8月23日——王冠蓉：配音員。
- 8月24日——李筱筠：作家、導遊，現居住在瑞士。
- 8月27日——
  - 陳珮騏，演員。代表作有《甘味人生》、《天之嬌女》。
  - 陳薏：配音員。
  - 張立群：體育主播。
- 8月31日——沈柏蒼：棒球教練。
- 9月2日——李鳴：攝影師。
- 9月3日——張佑輔：業務經理。
- 9月9日——林珊如：演員。
- 9月10日——林嘉綺：模特兒。
- 9月12日——
  - 林謙如：新聞主播、游泳運動員。
  - 楊進雄：棒球選手。
- 9月14日——顏寬恒，政治人物。顏清標之子，曾任第八、九屆立法委員。
- 9月19日——
  - 侯佩岑，演員、主持人。曾主持《豬哥會社》。
  - 葉湘怡：貝斯手，是林昶佐之妻，為閃靈樂團團長。
  - 侯怡君：演員、主持人、馬拉松愛好者。
- 9月24日——
  - 賈培德：配音員。
  - 郭勇志：棒球選手。
  - 陳重文：政治人物。
- 9月28日——林義翔：棒球選手。
- 10月2日——
  - 林麗蟬，政治人物。曾任立法委員。出生於柬埔寨。
  - 紀曉君：歌手，是紀家盈之姊。
- 10月3日——王韻嬋：歌手。
- 10月6日——楊松弦：棒球教練。
- 10月14日——劉芯彤：新聞主播、主持人、電視台台長，曾主持東森節目《現代啟示錄》達七年之久。
- 10月20日——胡嘉愛：演員、主持人。
- 10月26日——謝鑫佑：小說家、廣播主持人。
- 10月28日——陳金鋒，棒球選手。
- 10月29日——陳峰民：棒球捕手、賽事播報員。
- 11月1日——江肇國：政治人物。
- 11月4日——李志傑：棒球選手。
- 11月6日——
  - 劉敬文，網路暱稱妖西（Yoshi），社運人士、網路名人。人稱「思想的巨人，行動的侏儒，收割的王者，落跑的冠軍」。
  - 伊格言：作家。
- 11月15日——施乃如：政治人物。
- 11月19日——吳佳榮：棒球教練。
- 11月20日——廖信忠：作家。
- 11月21日——
  - 張維錫：演員。
  - 李佩穎：女高音。
- 11月24日——林佑威：歌手、演員、主持人，是WeWe成員之一。
- 11月27日——鄭有傑：演員、導演、編劇。
- 11月28日——王品仁：導演、製片人、作詞家。
- 12月12日——楊謹華：演員、模特兒。
- 12月16日——
  - 賀宇傑：配音員。
  - 陳健偉：棒球選手，現被終身禁賽。
- 12月20日——侯佩岑，主播、主持人。曾任年代新聞主播。
- 12月23日——劉孟竹：籃球教練。
- 12月24日——
  - 李雅靜：政治人物。
  - 羅一鈞：醫師、感染學家。
- 12月27日——郭宗坤：廚師，是柯以柔之夫。

## 逝世
- 3月29日——葉廷珪，政治人物。曾任第一、三、五屆臺南市市長，為臺南市早期黨外運動代表人物。（1905年出生）
- 5月5日——高文瑞，教育家、政治人物。首任民選臺南縣縣長。（1894年出生）
- 6月22日——胡璉，陸軍一級上將，曾任駐越南大使等職。
- 7月19日——許丙丁，作家。著有《小封神》。（1899年出生）
- 9月9日——王受祿，醫師、社會運動家。曾參加台灣民眾黨，任中央常務委員、臺南支部委員會常務委員兼主任。（1893年出生）